# Nikolaos Mpaltatzīs-Mavrokordatos
Nikolaos Mpaltatzīs-Mavrokordatos (in greco Νικόλαος Μπαλτατζής-Μαυροκορδάτος?; Atene, 1897 – ...) è stato un pallanuotista e politico greco.

## Biografia
Era figlio di Georgios Baltatzis, membro del parlamento e ministro, e Chariklia Mavrokordatos, ed era nipote di Nikolaos Mavrokordatos e pronipote del primo ministro Alexandros Mavrokordatos. Per continuare il cognome di famiglia di sua madre ha portato entrambi i cognomi di famiglia "Baltatzis - Mavrkordatos".

### Carriera sportiva
Ha rappresentato la Grecia nei tornei di pallanuoto ai Giochi di Anversa 1920 e di Parigi 1924.
Dopo il suo ritiro dallo sport attivo, ha assunto numerosi incarichi amministrativi in società e federazioni sportive. Ai Giochi olimpici invernali del 1952 partecipò in qualità di capo generale della delegazione olimpica greca. È stato presidente della Hellenic Wrestling Federation (EOF) nel periodo 1957 - 1960, membro del comitato organizzatore del Rally dell'Acropoli (1951), presidente della EKOF (oggi KOE) Swimming Federation of Greece, nonché secondo vicepresidente del Comitato Olimpico Ellenico per due periodi (1957 - 1960, 1974). Fu l'iniziatore e fondatore dell'istituzione della coppa di pallanuoto che continua ancora oggi. Fu anche membro del Comitato dei Giochi Olimpici durante i periodi 1927-1930, 1935, 1939-1956, 1957-1960 e 1974.

### Carriera politica
Ha seguito la tradizione di famiglia venendo eletto per la prima volta membro del parlamento alle elezioni di Attikovoiotia nelle Elezioni del 1935 con il sostegno del Partito Populista. Fu rieletto deputato di Larissa nelle Elezioni del 1936 e del 1946, sempre con il Partito Populista. Fu viceministro degli affari esteri nei governi di Constantinos Tsaldaris ( aprile 1946 e ottobre 1946-1947 ) e Dimitrios Maximos (1947) nonché viceministro della stampa nel governo di Sofoulis (1947). In qualità di membro del parlamento, ha partecipato insieme a Leota Makkas alla riunione preparatoria del Congresso dell'Unione Parlamentare Europea a Gstaad, Svizzera, il 4 e 5 luglio 1947 insieme ai comitati italiano e belga.
Nelle elezioni del 1977 si candidò con il partito del Fronte nazionale al ballottaggio statale.